# Exilles
Exilles é uma comuna italiana da região do Piemonte, província de Turim, com cerca de 285 habitantes. Estende-se por uma área de 44,32 km², tendo uma densidade populacional de 6 hab/km². Faz fronteira com Bardonecchia, Bramans (FR - 73), Chiomonte, Giaglione, Oulx, Pragelato, Salbertrand, Usseaux.
Era conhecida como Excigômago (Excingomagus) durante o período romano.

## Demografia
| Variação demográfica do município entre 1861 e 2011                               |
|                                                                                   |
| Fonte: Istituto Nazionale di Statistica (ISTAT) - Elaboração gráfica da Wikipedia |